# Niamh Briggs
Pour les articles homonymes, voir Briggs.
Pas d'image ? Cliquez ici

a Compétitions nationales et continentales officielles uniquement.

b Matchs officiels uniquement.
Niamh Briggs, née le 30 septembre 1984 à Dungarvan (Irlande), est une joueuse internationale irlandaise de rugby à XV et internationale de rugby à sept, occupant les postes de demi d'ouverture, d'arrière ou de centre.
Après sa carrière de joueuse, elle est sélectionneuse de l'équipe d'Irlande féminine des moins de 20 ans.

## Biographie
Niamh Briggs naît le 30 septembre 1984 à Dungarvan en Irlande.
Elle dispute régulièrement avec l'Irlande le Tournoi des Six Nations. Elle est la buteuse de la formation en 2009. L'équipe d'Irlande bat pour la première fois l'équipe de France dans le Tournoi des Six Nations 2009.
Après sa carrière de joueuse, elle devient entraineuse : elle est responsable de l'équipe nationale des moins de 20 ans et assistante au sein de l'encadrement de l'équipe féminine du Munster.

## Palmarès

### En province
- Vainqueur du Championnat inter-provinces irlandaises en 2007, 2008, 2009, 2010 et 2012.

### En équipe nationale
- Vainqueur du Tournoi des Six Nations en 2013 et 2015.